# Lodewijk XVIII van Frankrijk

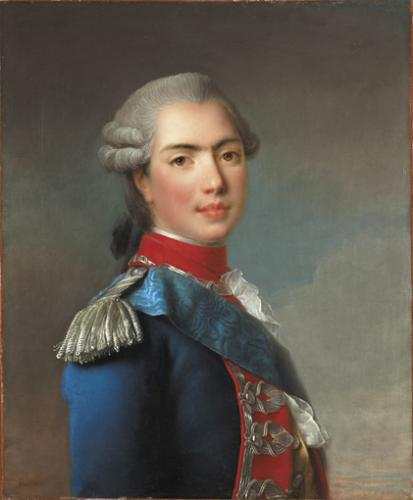
Portret in 1775 als graaf van Provence

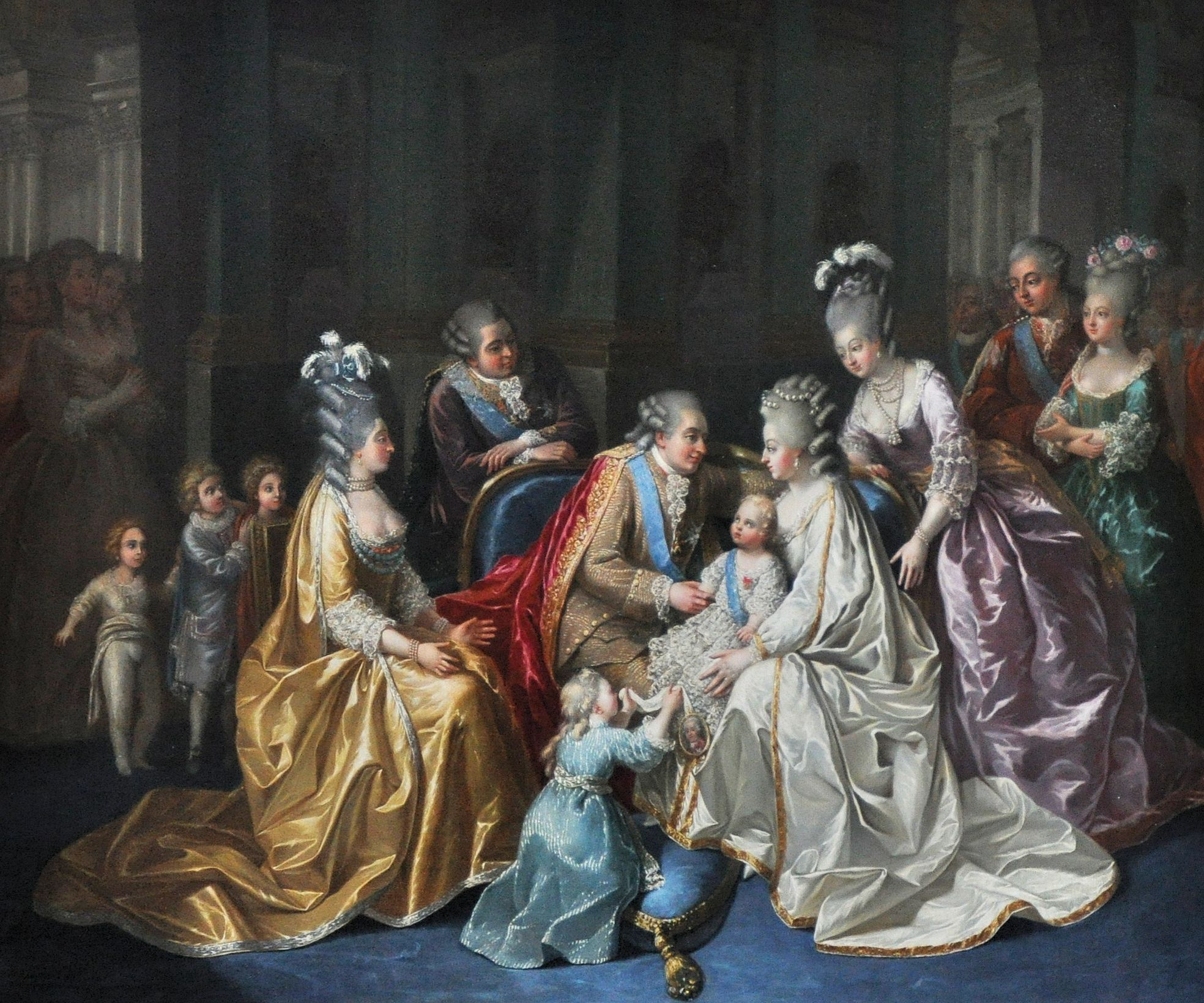
Lodewijk, leunend op een stoel, in het gezelschap van zijn broer koning Lodewijk XVI (1782)

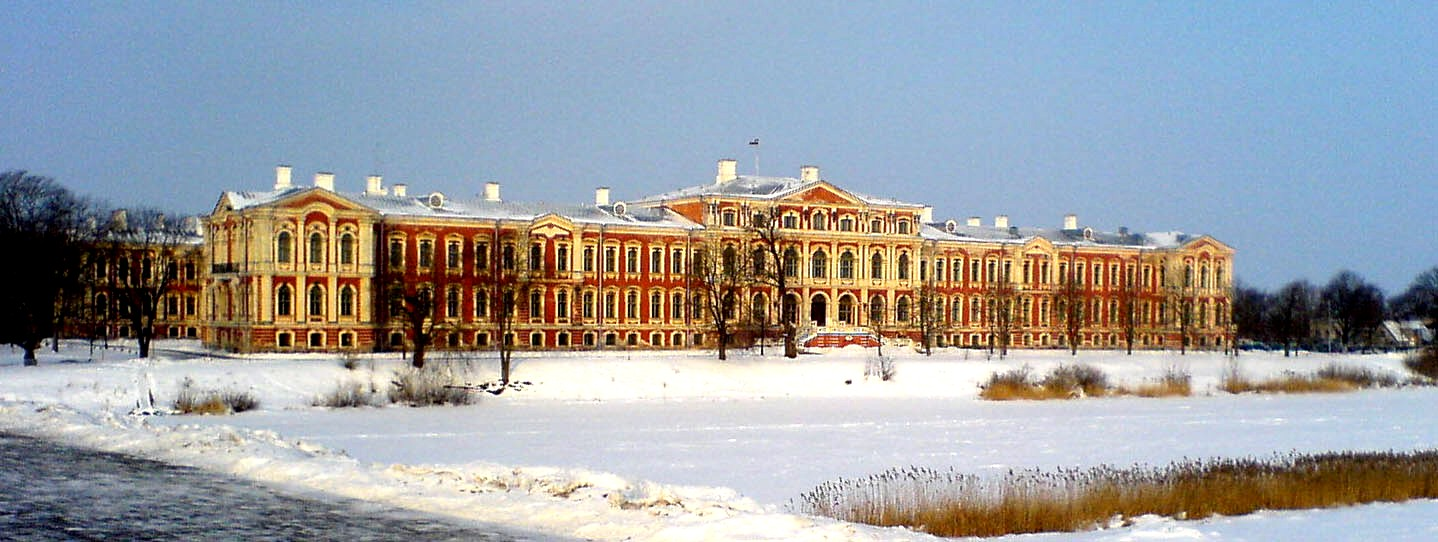
Paleis Mitau in Koerland, de residentie van Lodewijk XVIII van 1798 tot 1801 en van 1804 tot 1807

Lodewijk XVIII (Kasteel van Versailles, 17 november 1755 — Parijs, 16 september 1824) was van 1814 tot zijn dood in 1824 koning van Frankrijk en Navarra, met een kleine onderbreking in 1815, toen tijdens de Honderd Dagen keizer Napoleon I weer even aan de macht was. Hij behoorde tot het Huis Bourbon en voerde tijdens het koningschap van zijn oudere broer Lodewijk XVI de titel graaf van Provence. Tijdens de Franse Revolutie vluchtte hij in 1791 naar het buitenland, waar hij zich in 1795 tot troonpretendent opwierp. Hij leefde in ballingschap tot de geallieerde overwinnaars Frankrijk in 1814 een Restauratie oplegden en hem op de troon brachten. 

## Situering
Hij was een jongere broer van koning Lodewijk XVI en een oom van koning Lodewijk XVII. Vanaf 1791 tot 1814 leefde hij achtereenvolgens in ballingschap in Pruisen, het Verenigd Koninkrijk en Rusland. Koning Lodewijk XVI werd op 21 september 1792 afgezet en enkele maanden later terechtgesteld. Onder de Eerste Franse Republiek leefden de koningskinderen Louis en Marie-Thérèse in gevangenschap. Hun familie in ballingschap, aangevoerd door de graaf van Provence (toekomstige Lodewijk XVIII) en de graaf van Artois (toekomstige Karel X), verklaarde Louis tot koning Lodewijk XVII. De graaf van Provence pretendeerde het regentschap waar te nemen voor zijn neefje. Toen de jongen in 1795 in gevangenschap stierf, werd de graaf van Provence de nieuwe troonpretendent onder de naam Lodewijk XVIII.
Nadat de legers van de coalitie in 1814 Parijs op Napoleon veroverden, werd Lodewijk XVIII officieel als koning erkend. In het tijdvak dat de Franse Restauratie wordt genoemd, regeerde Lodewijk XVIII iets minder dan een decennium. In tegenstelling tot het ancien régime (absolutisme) was de Restauratie een constitutionele monarchie. Als constitutioneel monarch werd het koninklijke gezag van Lodewijk XVIII aan banden gelegd door het Charter van 1814, de nieuwe Franse grondwet. Lodewijk had geen kinderen; dus na zijn dood werd de kroon overgedragen aan zijn jongere broer, Karel, graaf van Artois. Lodewijk XVIII was de laatste Franse monarch die in functie overleed.

## Jeugd en huwelijk
Lodewijk Stanislaus Xaverius werd geboren op 17 november 1755 in het Kasteel van Versailles in Frankrijk, als vierde zoon van de Franse dauphin Lodewijk Ferdinand van Frankrijk en diens tweede vrouw dauphine Maria Josepha van Saksen. Zijn grootouders aan vaderskant waren koning Lodewijk XV van Frankrijk en diens vrouw koningin Maria Leszczyńska. Als kleinzoon van de koning kreeg hij de titel petit-fils de France. Zijn grootouders aan moederskant waren Frederik Augustus II, keurvorst van Saksen en koning van Polen en diens vrouw de aartshertogin Maria Josepha van Oostenrijk, de dochter van keizer Jozef I van het Heilige Roomse Rijk. Na zijn geboorte kreeg Lodewijk de titel graaf van Provence. Maar na de dood van zijn twee oudere broers, en de bestijging van zijn enig overgebleven oudere broer als Lodewijk XVI van Frankrijk in 1774, werd hij de waarschijnlijke troonopvolger en kreeg hij de titel Monsieur, de traditionele aanspreking voor de oudste broer van de koning. Door de latere geboorte van zijn neefjes (de twee zonen van koning Lodewijk XVI) werd Lodewijk derde in lijn voor de troon.
Lodewijk-Stanislaus was een oudere broer van prins Karel Filips, de graaf van Artois. Ook had hij twee jongere zusjes: Madame Clothilde (1759-1802), trad in het huwelijk met de latere koning Karel Emanuel IV van Sardinië en madame Élisabeth (1764-1794), zij werd tijdens de Franse Revolutie vermoord.
Op 14 mei 1771 trad Lodewijk in het huwelijk met Maria Josephine van Savoye, prinses van Sardinië en van Piëmont (1753-1810), derde kind en tweede dochter van koning Victor Amadeus III van Sardinië en koningin Maria Antonia van Bourbon, infante van Spanje. Haar grootouders aan moederskant waren koning Filips V van Spanje en koningin Elisabetta Farnese. Maria Josephine werd tweemaal zwanger maar beide zwangerschappen eindigden in miskramen, eentje in 1774 en één in 1781. Hierna bleef het koppel kinderloos. Van Maria Josephine werd gezegd dat ze lesbisch was, omdat zij een relatie zou hebben gehad met een van haar hofdames.

## Revolutie en ballingschap
Toen koning Lodewijk XVI op 20 juni 1791 de heimelijke vlucht naar de Oostenrijkse Nederlanden ondernam, vertrok ook zijn broer, de graaf van Provence, in die richting langs een andere route. De koningskoets werd onderschept en teruggevoerd, maar de graaf van Provence bereikte via Maubeuge Brussel. Hij leefde er enige tijd in ballingschap en verhuisde dan naar Koblenz. In deze verzamelplaats van émigrés lag hij mee aan de basis van de Verklaring van Pillnitz, die de oorlogspartij in Frankrijk versterkte.
Tijdens de Eerste Coalitieoorlog volgde hij met 14.000 man het Oostenrijks-Pruisische invasieleger, dat aanvankelijk successen kende maar na de Slag bij Valmy helemaal werd teruggedreven. De graaf van Provence vestigde zijn nieuwe ballingsoord in Hamm in Westfalen. Na de onthoofding van Lodewijk XVI verklaarde hij zich op 28 januari 1793 tot regent van Frankrijk voor zijn minderjarige neef Lodewijk XVII. Dit kind was een gevangene van de revolutionairen en zou nooit regeren. 
De pretendent-regent had te kampen met eenzaamheid en geldzorgen. Waar hij kwam moest hij smeken om gastvrijheid en financiële hulp. Zelfs aan het hof van zijn schoonvader Victor Amadeus III van Sardinië in Turijn was hij niet zonder meer welkom. Hij vestigde zich in Verona in de Republiek Venetië en vernam daar dat Lodewijk XVII op 8 juni 1795 was overleden. Prompt liet hij zich op 16 juni uitroepen tot opvolger onder de naam Lodewijk XVIII. In een verklaring van 25 juni eiste hij de troon op, wees hij een terugkeer naar de grondwet van 1791 af en leek hij aan te sturen op een herstel van het ancien régime veeleer dan op een constitutionele monarchie. Ook zat hij achter de Landing in Quiberon, die met Britse steun een expeditieleger van émigrés naar Bretagne bracht om samen met de Chouannerie de contrarevolutionaire opstand in het westen te herlanceren. Dit werd een mislukking.
Door druk van het Directoire op de Venetianen moest Lodewijk in mei 1796 Verona verlaten, dat korte tijd later werd ingenomen door generaal Napoleon Bonaparte. Via Riegel en Blankenburg kwam hij in 1797 terecht bij tsaar Paul I van Rusland, die hem het paleis van Mitau in Koerland ter beschikking stelde. Vandaar probeerde hij tevergeefs bij buitenlandse hoven belangstelling voor zijn zaak te wekken. Hij hield er een hofhouding met een honderdtal trouwe hovelingen op na. 
In 1807, bij de Vrede van Tilsit tussen Napoleon en de nieuwe tsaar Alexander, werd hij gedwongen het vasteland van Europa te verlaten. Het liet hem de keuze tussen een ballingschap in Amerika of in het Verenigd Koninkrijk. Hij koos voor het laatste, hoewel zijn broer Karel, met wie hij een slechte relatie had, ook in Engeland woonde. De Britse regering had Lodewijk het liefst gehuisvest in Schotland, ver van Londen, om te voorkomen dat hij politieke invloed zou uitoefenen, maar dankzij de Britse koninklijke familie kon hij in het noorden van Essex verblijven, op voorwaarde dat hij niet aan politiek deed. Zelfs werd hem verboden de titel van koning van Frankrijk te gebruiken. In Essex werd hij vergezeld door zijn vrouw Maria Josephine. Het paleis was te klein voor zijn gehele hofhouding; de bedienden moesten in de bibliotheek slapen.

## Koning van Frankrijk
Met de hulp van Charles-Maurice de Talleyrand werd Lodewijk XVIII koning in 1814. Er lagen diverse opties op tafel onder de Geallieerden voor wie het koningschap zou kunnen invullen, zoals de Franse generaal Jean-Baptiste Bernadotte, maar ook Napoleon II. Talleyrand bepleitte de zaak voor Lodewijk XVIII bij tsaar Alexander I van Rusland en wist hem te overtuigen. Door zijn lange ballingschap was de graaf van Provence in Frankrijk een onbekende.
Op 1 maart 1815 landde Napoleon echter met een klein aantal soldaten te Golfe-Juan op de zuidkust van Frankrijk en rukte hij op naar Parijs. Zo begon de korte periode van de Honderd Dagen (1815), waarin Lodewijk weer gedwongen was te vluchten. Na het overlopen van Michel Ney ontvluchtte de koning haastig Parijs, en verbleef enkele maanden in het Hotel d'Hane-Steenhuyse in de Veldstraat te Gent, waar hij bezorgd de politieke en militaire gebeurtenissen afwachtte.
Lodewijk XVIII kwam pas goed in het zadel na de Slag bij Waterloo. Hoewel hij zich op achttiende-eeuwse wijze presenteerde, nam hij genoegen met minder dan de absolute macht. De regering van Lodewijk XVIII liet maarschalk Ney in december 1815 fusilleren wegens hoogverraad.
De koning overleed in 1824 en werd opgevolgd door zijn broer Karel X, daar zijn huwelijk met Maria Josephine van Savoye (1753-1810), dochter van Victor Amadeus III van Sardinië, door de impotentie van de vorst, kinderloos was gebleven.

## Kwartierstaat (voorouders)
| Lodewijk van Frankrijk (1682-1712) | Lodewijk van Frankrijk (1682-1712) | Lodewijk van Frankrijk (1682-1712) | Lodewijk van Frankrijk (1682-1712) | Lodewijk van Frankrijk (1682-1712)    | Lodewijk van Frankrijk (1682-1712)    | Maria Adelheid van Savoye (1685-1712) | Maria Adelheid van Savoye (1685-1712) | Maria Adelheid van Savoye (1685-1712)  | Maria Adelheid van Savoye (1685-1712)  | Maria Adelheid van Savoye (1685-1712)  | Maria Adelheid van Savoye (1685-1712)  |                                        |                                        | Stanislaus Leszczyński (1677-1766) | Stanislaus Leszczyński (1677-1766) | Stanislaus Leszczyński (1677-1766)       | Stanislaus Leszczyński (1677-1766)       | Stanislaus Leszczyński (1677-1766)       | Stanislaus Leszczyński (1677-1766)       | Catharina Opalińska (1680-1747)          | Catharina Opalińska (1680-1747)          | Catharina Opalińska (1680-1747) | Catharina Opalińska (1680-1747) | Catharina Opalińska (1680-1747)   | Catharina Opalińska (1680-1747)   |                                   |                                   | August II van Polen (1670-1733)   | August II van Polen (1670-1733)   | August II van Polen (1670-1733) | August II van Polen (1670-1733) | August II van Polen (1670-1733)     | August II van Polen (1670-1733)     | Christiane Eberhardine van Brandenburg-Bayreuth (1671-1727) | Christiane Eberhardine van Brandenburg-Bayreuth (1671-1727) | Christiane Eberhardine van Brandenburg-Bayreuth (1671-1727) | Christiane Eberhardine van Brandenburg-Bayreuth (1671-1727) | Christiane Eberhardine van Brandenburg-Bayreuth (1671-1727) | Christiane Eberhardine van Brandenburg-Bayreuth (1671-1727) |                                      |                                      | Jozef I van Oostenrijk (1678-1711)   | Jozef I van Oostenrijk (1678-1711)   | Jozef I van Oostenrijk (1678-1711)       | Jozef I van Oostenrijk (1678-1711)       | Jozef I van Oostenrijk (1678-1711)       | Jozef I van Oostenrijk (1678-1711)       | Amalia Wilhelmina van Brunswijk-Lüneburg (1673-1742)  | Amalia Wilhelmina van Brunswijk-Lüneburg (1673-1742)  | Amalia Wilhelmina van Brunswijk-Lüneburg (1673-1742)  | Amalia Wilhelmina van Brunswijk-Lüneburg (1673-1742)  | Amalia Wilhelmina van Brunswijk-Lüneburg (1673-1742)  | Amalia Wilhelmina van Brunswijk-Lüneburg (1673-1742)  |  |  |  |  |  |  |  |  |  |  |  |  |  |  |  |  |  |  |  |  |  |  |  |  |  |  |  |  |  |  |  |  |  |  |  |  |  |  |  |  |  |  |  |  |  |  |  |  |
| Lodewijk van Frankrijk (1682-1712) | Lodewijk van Frankrijk (1682-1712) | Lodewijk van Frankrijk (1682-1712) | Lodewijk van Frankrijk (1682-1712) | Lodewijk van Frankrijk (1682-1712)    | Lodewijk van Frankrijk (1682-1712)    | Maria Adelheid van Savoye (1685-1712) | Maria Adelheid van Savoye (1685-1712) | Maria Adelheid van Savoye (1685-1712)  | Maria Adelheid van Savoye (1685-1712)  | Maria Adelheid van Savoye (1685-1712)  | Maria Adelheid van Savoye (1685-1712)  |                                        |                                        | Stanislaus Leszczyński (1677-1766) | Stanislaus Leszczyński (1677-1766) | Stanislaus Leszczyński (1677-1766)       | Stanislaus Leszczyński (1677-1766)       | Stanislaus Leszczyński (1677-1766)       | Stanislaus Leszczyński (1677-1766)       | Catharina Opalińska (1680-1747)          | Catharina Opalińska (1680-1747)          | Catharina Opalińska (1680-1747) | Catharina Opalińska (1680-1747) | Catharina Opalińska (1680-1747)   | Catharina Opalińska (1680-1747)   |                                   |                                   | August II van Polen (1670-1733)   | August II van Polen (1670-1733)   | August II van Polen (1670-1733) | August II van Polen (1670-1733) | August II van Polen (1670-1733)     | August II van Polen (1670-1733)     | Christiane Eberhardine van Brandenburg-Bayreuth (1671-1727) | Christiane Eberhardine van Brandenburg-Bayreuth (1671-1727) | Christiane Eberhardine van Brandenburg-Bayreuth (1671-1727) | Christiane Eberhardine van Brandenburg-Bayreuth (1671-1727) | Christiane Eberhardine van Brandenburg-Bayreuth (1671-1727) | Christiane Eberhardine van Brandenburg-Bayreuth (1671-1727) |                                      |                                      | Jozef I van Oostenrijk (1678-1711)   | Jozef I van Oostenrijk (1678-1711)   | Jozef I van Oostenrijk (1678-1711)       | Jozef I van Oostenrijk (1678-1711)       | Jozef I van Oostenrijk (1678-1711)       | Jozef I van Oostenrijk (1678-1711)       | Amalia Wilhelmina van Brunswijk-Lüneburg (1673-1742)  | Amalia Wilhelmina van Brunswijk-Lüneburg (1673-1742)  | Amalia Wilhelmina van Brunswijk-Lüneburg (1673-1742)  | Amalia Wilhelmina van Brunswijk-Lüneburg (1673-1742)  | Amalia Wilhelmina van Brunswijk-Lüneburg (1673-1742)  | Amalia Wilhelmina van Brunswijk-Lüneburg (1673-1742)  |  |  |  |  |  |  |  |  |  |  |  |  |  |  |  |  |  |  |  |  |  |  |  |  |  |  |  |  |  |  |  |  |  |  |  |  |  |  |  |  |  |  |  |  |  |  |  |  |
|                                    |                                    |                                    |                                    |                                       |                                       |                                       |                                       |                                        |                                        |                                        |                                        |                                        |                                        |                                    |                                    |                                          |                                          |                                          |                                          |                                          |                                          |                                 |                                 |                                   |                                   |                                   |                                   |                                   |                                   |                                 |                                 |                                     |                                     |                                                             |                                                             |                                                             |                                                             |                                                             |                                                             |                                      |                                      |                                      |                                      |                                          |                                          |                                          |                                          |                                                       |                                                       |                                                       |                                                       |                                                       |                                                       |  |  |  |  |  |  |  |  |  |  |  |  |  |  |  |  |  |  |  |  |  |  |  |  |  |  |  |  |  |  |  |  |  |  |  |  |  |  |  |  |  |  |  |  |  |  |  |  |
|                                    |                                    |                                    |                                    | Lodewijk XV van Frankrijk (1710-1774) | Lodewijk XV van Frankrijk (1710-1774) | Lodewijk XV van Frankrijk (1710-1774) | Lodewijk XV van Frankrijk (1710-1774) | Lodewijk XV van Frankrijk (1710-1774)  | Lodewijk XV van Frankrijk (1710-1774)  |                                        |                                        |                                        |                                        |                                    |                                    | Maria Leszczyńska (1703-1768)            | Maria Leszczyńska (1703-1768)            | Maria Leszczyńska (1703-1768)            | Maria Leszczyńska (1703-1768)            | Maria Leszczyńska (1703-1768)            | Maria Leszczyńska (1703-1768)            |                                 |                                 |                                   |                                   |                                   |                                   |                                   |                                   |                                 |                                 | August III van Polen (1696-1763)    | August III van Polen (1696-1763)    | August III van Polen (1696-1763)                            | August III van Polen (1696-1763)                            | August III van Polen (1696-1763)                            | August III van Polen (1696-1763)                            |                                                             |                                                             |                                      |                                      |                                      |                                      | Maria Josepha van Oostenrijk (1699-1757) | Maria Josepha van Oostenrijk (1699-1757) | Maria Josepha van Oostenrijk (1699-1757) | Maria Josepha van Oostenrijk (1699-1757) | Maria Josepha van Oostenrijk (1699-1757)              | Maria Josepha van Oostenrijk (1699-1757)              |                                                       |                                                       |                                                       |                                                       |  |  |  |  |  |  |  |  |  |  |  |  |  |  |  |  |  |  |  |  |  |  |  |  |  |  |  |  |  |  |  |  |  |  |  |  |  |  |  |  |  |  |  |  |  |  |  |  |
|                                    |                                    |                                    |                                    | Lodewijk XV van Frankrijk (1710-1774) | Lodewijk XV van Frankrijk (1710-1774) | Lodewijk XV van Frankrijk (1710-1774) | Lodewijk XV van Frankrijk (1710-1774) | Lodewijk XV van Frankrijk (1710-1774)  | Lodewijk XV van Frankrijk (1710-1774)  |                                        |                                        |                                        |                                        |                                    |                                    | Maria Leszczyńska (1703-1768)            | Maria Leszczyńska (1703-1768)            | Maria Leszczyńska (1703-1768)            | Maria Leszczyńska (1703-1768)            | Maria Leszczyńska (1703-1768)            | Maria Leszczyńska (1703-1768)            |                                 |                                 |                                   |                                   |                                   |                                   |                                   |                                   |                                 |                                 | August III van Polen (1696-1763)    | August III van Polen (1696-1763)    | August III van Polen (1696-1763)                            | August III van Polen (1696-1763)                            | August III van Polen (1696-1763)                            | August III van Polen (1696-1763)                            |                                                             |                                                             |                                      |                                      |                                      |                                      | Maria Josepha van Oostenrijk (1699-1757) | Maria Josepha van Oostenrijk (1699-1757) | Maria Josepha van Oostenrijk (1699-1757) | Maria Josepha van Oostenrijk (1699-1757) | Maria Josepha van Oostenrijk (1699-1757)              | Maria Josepha van Oostenrijk (1699-1757)              |                                                       |                                                       |                                                       |                                                       |  |  |  |  |  |  |  |  |  |  |  |  |  |  |  |  |  |  |  |  |  |  |  |  |  |  |  |  |  |  |  |  |  |  |  |  |  |  |  |  |  |  |  |  |  |  |  |  |
|                                    |                                    |                                    |                                    |                                       |                                       |                                       |                                       |                                        |                                        | Lodewijk van Frankrijk (1729-1765)     | Lodewijk van Frankrijk (1729-1765)     | Lodewijk van Frankrijk (1729-1765)     | Lodewijk van Frankrijk (1729-1765)     | Lodewijk van Frankrijk (1729-1765) | Lodewijk van Frankrijk (1729-1765) |                                          |                                          |                                          |                                          |                                          |                                          |                                 |                                 |                                   |                                   |                                   |                                   |                                   |                                   |                                 |                                 |                                     |                                     |                                                             |                                                             |                                                             |                                                             | Maria Josepha van Saksen (1731-1767)                        | Maria Josepha van Saksen (1731-1767)                        | Maria Josepha van Saksen (1731-1767) | Maria Josepha van Saksen (1731-1767) | Maria Josepha van Saksen (1731-1767) | Maria Josepha van Saksen (1731-1767) |                                          |                                          |                                          |                                          |                                                       |                                                       |                                                       |                                                       |                                                       |                                                       |  |  |  |  |  |  |  |  |  |  |  |  |  |  |  |  |  |  |  |  |  |  |  |  |  |  |  |  |  |  |  |  |  |  |  |  |  |  |  |  |  |  |  |  |  |  |  |  |
|                                    |                                    |                                    |                                    |                                       |                                       |                                       |                                       |                                        |                                        | Lodewijk van Frankrijk (1729-1765)     | Lodewijk van Frankrijk (1729-1765)     | Lodewijk van Frankrijk (1729-1765)     | Lodewijk van Frankrijk (1729-1765)     | Lodewijk van Frankrijk (1729-1765) | Lodewijk van Frankrijk (1729-1765) |                                          |                                          |                                          |                                          |                                          |                                          |                                 |                                 |                                   |                                   |                                   |                                   |                                   |                                   |                                 |                                 |                                     |                                     |                                                             |                                                             |                                                             |                                                             | Maria Josepha van Saksen (1731-1767)                        | Maria Josepha van Saksen (1731-1767)                        | Maria Josepha van Saksen (1731-1767) | Maria Josepha van Saksen (1731-1767) | Maria Josepha van Saksen (1731-1767) | Maria Josepha van Saksen (1731-1767) |                                          |                                          |                                          |                                          |                                                       |                                                       |                                                       |                                                       |                                                       |                                                       |  |  |  |  |  |  |  |  |  |  |  |  |  |  |  |  |  |  |  |  |  |  |  |  |  |  |  |  |  |  |  |  |  |  |  |  |  |  |  |  |  |  |  |  |  |  |  |  |
|                                    |                                    |                                    |                                    |                                       |                                       |                                       |                                       |                                        |                                        |                                        |                                        |                                        |                                        |                                    |                                    |                                          |                                          |                                          |                                          |                                          |                                          |                                 |                                 |                                   |                                   |                                   |                                   |                                   |                                   |                                 |                                 |                                     |                                     |                                                             |                                                             |                                                             |                                                             |                                                             |                                                             |                                      |                                      |                                      |                                      |                                          |                                          |                                          |                                          |                                                       |                                                       |                                                       |                                                       |                                                       |                                                       |  |  |  |  |  |  |  |  |  |  |  |  |  |  |  |  |  |  |  |  |  |  |  |  |  |  |  |  |  |  |  |  |  |  |  |  |  |  |  |  |  |  |  |  |  |  |  |  |
|                                    |                                    |                                    |                                    |                                       |                                       |                                       |                                       |                                        |                                        |                                        |                                        |                                        |                                        |                                    |                                    |                                          |                                          |                                          |                                          |                                          |                                          |                                 |                                 |                                   |                                   |                                   |                                   |                                   |                                   |                                 |                                 |                                     |                                     |                                                             |                                                             |                                                             |                                                             |                                                             |                                                             |                                      |                                      |                                      |                                      |                                          |                                          |                                          |                                          |                                                       |                                                       |                                                       |                                                       |                                                       |                                                       |  |  |  |  |  |  |  |  |  |  |  |  |  |  |  |  |  |  |  |  |  |  |  |  |  |  |  |  |  |  |  |  |  |  |  |  |  |  |  |  |  |  |  |  |  |  |  |  |
| Lodewijk van Frankrijk (1751-1761) | Lodewijk van Frankrijk (1751-1761) | Lodewijk van Frankrijk (1751-1761) | Lodewijk van Frankrijk (1751-1761) | Lodewijk van Frankrijk (1751-1761)    | Lodewijk van Frankrijk (1751-1761)    |                                       |                                       | Lodewijk XVI van Frankrijk (1754-1793) | Lodewijk XVI van Frankrijk (1754-1793) | Lodewijk XVI van Frankrijk (1754-1793) | Lodewijk XVI van Frankrijk (1754-1793) | Lodewijk XVI van Frankrijk (1754-1793) | Lodewijk XVI van Frankrijk (1754-1793) |                                    |                                    | Lodewijk XVIII van Frankrijk (1755-1824) | Lodewijk XVIII van Frankrijk (1755-1824) | Lodewijk XVIII van Frankrijk (1755-1824) | Lodewijk XVIII van Frankrijk (1755-1824) | Lodewijk XVIII van Frankrijk (1755-1824) | Lodewijk XVIII van Frankrijk (1755-1824) |                                 |                                 | Karel X van Frankrijk (1757-1836) | Karel X van Frankrijk (1757-1836) | Karel X van Frankrijk (1757-1836) | Karel X van Frankrijk (1757-1836) | Karel X van Frankrijk (1757-1836) | Karel X van Frankrijk (1757-1836) |                                 |                                 | Clothilde van Frankrijk (1759-1802) | Clothilde van Frankrijk (1759-1802) | Clothilde van Frankrijk (1759-1802)                         | Clothilde van Frankrijk (1759-1802)                         | Clothilde van Frankrijk (1759-1802)                         | Clothilde van Frankrijk (1759-1802)                         |                                                             |                                                             | Elisabeth van Frankrijk (1764-1794)  | Elisabeth van Frankrijk (1764-1794)  | Elisabeth van Frankrijk (1764-1794)  | Elisabeth van Frankrijk (1764-1794)  | Elisabeth van Frankrijk (1764-1794)      | Elisabeth van Frankrijk (1764-1794)      |                                          |                                          | 2 jong overleden meisjes en 1 jong overleden jongetje | 2 jong overleden meisjes en 1 jong overleden jongetje | 2 jong overleden meisjes en 1 jong overleden jongetje | 2 jong overleden meisjes en 1 jong overleden jongetje | 2 jong overleden meisjes en 1 jong overleden jongetje | 2 jong overleden meisjes en 1 jong overleden jongetje |  |  |  |  |  |  |  |  |  |  |  |  |  |  |  |  |  |  |  |  |  |  |  |  |  |  |  |  |  |  |  |  |  |  |  |  |  |  |  |  |  |  |  |  |  |  |  |  |